# Mas Riera
Mas Riera és una entitat de població del municipi de Banyoles a la comarca catalana del Pla de l'Estany. En el cens de 2007 tenia 15 habitants.